# 鸿：三代中国女人的故事
《鸿：三代中国女人的故事》是一本时间跨度长达一个世纪的家庭自传，讲述了中国三个女性的故事，作者张戎。《鸿》于1991年首次出版，其中包含了她外祖母和母亲的传记，最后是她自己的自传。该书获得了两个奖项：1992年NCR图书奖和1993年英国年度图书。该书已被翻译成37种语言，销量超过1300万册。

## 概要

### 张戎的外祖母的故事

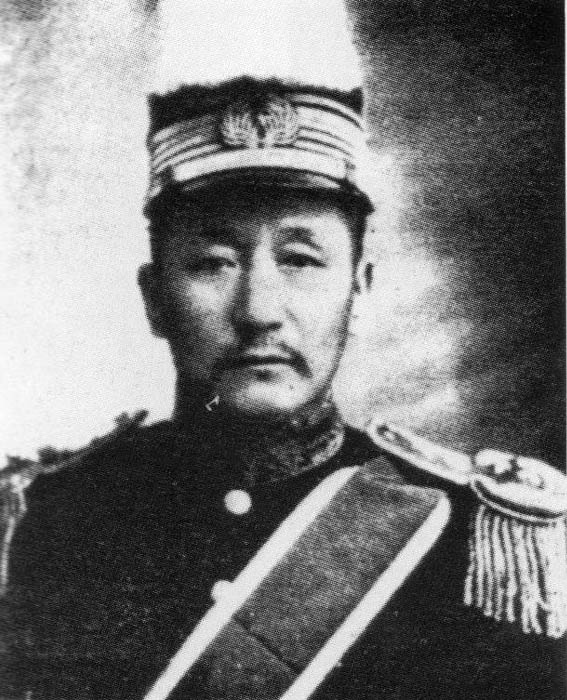
薛之珩，张戎的祖父。

这本书首先是张戎外祖母杨玉芳的传记。两岁时，她被裹脚。因家庭较贫穷，她的父亲策划将她嫁给大军阀薛之珩来获得地位——这在当时能在很大的程度上提高生活质量。在兩人结婚时，将军已经有一个妻子和许多妾。这个年轻女孩独自留在一个有仆人的富裕家庭
，整整六年没有再次看到她的“丈夫”。她周围的环境十分奢华，但实际上她生活得很紧张——她担心仆人和将军的妻子会向将军报告，造谣生事。她可以经过允许回到她父母的家中，但从未被允许在父母的家中过夜。
在六年没有见面之后，将军对她进行了简短的夫妻访问，在此时，作者张戎的外祖母受孕了。将军没有很长时间待在那里，他甚至没有看到自己的女儿，但他将女儿命名为宝琴。在孩子的婴儿时期，张的外祖母不断要求将她带到将军的主家庭，直到将军得了重病，她才不再请求。张的祖母别无选择，只能遵守。在她访问家庭时，将军已奄奄一息。将军没有男性继承人，她的孩子（当时尚未出生）对家庭来说非常重要。她意识到将军的妻子完全可以控制自己的生命和孩子的生命，因此当将军去世时，她和孩子一起逃到了她父母的家里，向她丈夫的家人撒谎说孩子已经死了。在将军的遗言中，他意外地宣布外祖母将在二十四岁时自由。最后，她嫁给了一位年纪较大的医生夏瑞堂，她和她的女儿，张的母亲在东北的锦州建了一个家。她不再是一个男人的妾，而是真正的爱妻。

### 张戎母亲的故事
这本书接下来写到张的母亲（薛宝琴/夏德鸿）的故事，他在十五岁时开始为中国共产党和毛泽东的红军工作。 革命发展的过程中，她为党提供的工作使得得以晋升。她遇到了将成为张的父亲（王愚/守宇）的高级军官。他们很快就结婚了，但共产党的指令要求他们不能在一起度过很长时间。 最后，这对夫妇被转移到张的父亲的家乡宜宾。 这是一场漫长而艰苦的跋涉。
张的母亲因为她的等级而徒步行走，而她的父亲乘坐吉普车。 他不知道张的母亲当时怀孕了。抵达南京后，张的母亲进行了艰苦的军事训练。长途的跋涉和艰苦的训练使她流产。张的父亲发誓再也不会疏忽妻子。
在接下来的几年里，她生下了张戎和另外四个孩子。这本书接下来转移到了张自己的故事上。

### 张戎（作者）的故事
当张少年时，文化大革命开始了。虽然她不参加一些残酷的行为，但她还是乐意地加入了红卫兵。随着對於毛泽东的个人崇拜的加强，生活变得更加困难和危险。张的父亲温和但公开地批评了毛泽东及文化大革命给中国人民带来的苦难，因而成为了红卫兵的目标。张的父母被打为走资派，并在批斗大会上被批斗、遭受酷刑。张回忆说，她的父亲身体和精神都在恶化，直到最终死亡。她父亲的待遇促使张以前对毛泽东的疑虑全部露出。像成千上万的其他年轻人一样，张被农民送到农村接受教育和思想改革，这是一种艰难，严酷而毫无意义的经历。在文化大革命将要结束时，张回到家中并努力争取以考上大学。她成功后不久，毛泽东就去世了。虽然整个国家都在哀悼中感到震惊，张写道：“人们已经表演了这么久，他们把它与他们的真实感受混为一谈。我想知道有多少眼泪是真的。”张说她对毛泽东的死感到兴奋。
在大学，张学习英语。 在毕业之後并担任助理讲师后，她获得了在英国学习的奖学金并离开了她的新家。 今天她仍然住在英国，偶尔访问中国大陆，在中国当局允许的情况下看望她的家人和朋友。

## 发行
《鸿》被翻译成37种语言，售出超过1300万份， 获得J·G·巴拉德等作家的称赞。
虽然它也被翻译成中文，但它在中国大陸被禁止发售，不過、此书在香港和台湾有发售。

## 改编
《鸿》在2012年由Young Vic改编上舞台。 由Alexandra Wood改编，Sacha Wares执导。 每日电讯报 给予其四星的评价，并称其“非常令人耳目一新”。 而 卫报 称赞了其制作设计。
2006年11月26日，Variety宣布Portobello Pictures已经购买了该书的电影版权。  Portobello Pictures的Eric Abraham与Christopher Hampton一起获得了编写剧本的权利。

## 英文版本出版
- Jung Chang, Wild Swans: Three Daughters of China 
  - Simon & Schuster, London, 1991.
  - Anchor paperback, London, 1992, ISBN 0-385-42547-3.
  - Harper Perennial, London, 2004, ISBN 0-00-717615-5.

## 延伸阅读
- Fitzgerald, Penelope. "Grandmother's Footsteps". London Review of Books (9 April 1992, page 27). ISSN 0260-9592
- Bliven, Naomi. "Good women of Sichuan". New Yorker (10 February 1992, pages 95–98).
- Evans, Harriet. "Hot-house History". Times Literary Supplement (13 March 1992, page 32). ISSN 0307-661X
- Minsky, Jonathan. "Literature of the wounded". New York Review of Books (5 March 1992, pages 6–10). ISSN 0028-7504